# David Tonkin

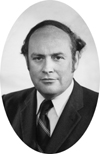
David Tonkin (1970)

Hon. David Oliver Tonkin, AO (* 20. Juli 1929 in Unley, South Australia; † 1. Oktober 2000 in Mengler Hill, South Australia) war ein australischer Politiker der Liberal and Country League und zuletzt der Liberal Party of Australia, der unter anderem zwischen 1979 und 1982 Premierminister von South Australia war. Er fungierte zudem zwischen 1986 und 1992 Generalsekretär der Parlamentarischen Vereinigung des Commonwealth of Nations CPA (Commonwealth Parliamentary Association).

## Leben
David Oliver Tonkin, Sohn von Oliver Athelstone Prisk Tonkin und dessen Ehefrau Bertha Ida Louise Kennett, begann nach dem Besuch des St Peter’s College in Adelaide ein Studium der Medizin und war nach einer Fortbildung als Augenarzt tätig. Seine politische Laufbahn für die Liberal and Country League begann als er am 30. Mai 1970 im neu geschaffenen Wahlkreis Bragg erstmals zum  Mitglied der South Australian House of Assembly gewählt wurde, des Unterhauses des Parlaments von South Australia. Er vertrat diesen Wahlkreis bis zu seinem Mandatsverzicht am 10. April 1983, wobei er seit dem 22. Juli 1974 der Liberal Party of Australia angehörte, und dieser Wahlkreis im Anschluss von seinem Parteifreund Graham Ingerson übernommen worden. Als Nachfolger von Bruce Eastick wurde er am 24. Juli 1975 Vorsitzender der South Australian Liberal Party und damit zugleich auch Oppositionsführer in der Legislativversammlung. 1975 war er zudem maßgeblich an der Entwicklung des Gesetzes gegen die Diskriminierung aufgrund des Geschlechts (Sex Discrimination Act).
Nach dem Wahlsieg bei den Wahlen am 15. September 1979, bei der die Liberal Party mit 24 der 47 Sitze in der South Australian House of Assembly gewann, wurde Tonkin am 18. September 1979 als Nachfolger von Des Corcoran von der Australian Labor Party schließlich Premierminister von South Australia. In seiner Regierung fungierte er zwischen dem 18. September 1979 und dem 10. November 1982 zugleich als Schatzminister (Treasurer), Minister für staatliche Entwicklung (Minister of State Development) und Minister für ethnische Angelegenheiten (Minister of Ethnic Affairs). Bei der Wahl am 6. November 1982 verlor die Liberal drei Sitze und damit die Mehrheit in der Legislativversammlung, in der die Labor Party nunmehr über 24 Sitze verfügte. Daraufhin wurde John Bannon am 10. November 1982 neuer Premierminister. Am 10. November 1982 trat Tonkin als Vorsitzender der Liberalen Partei Südaustraliens zurück und wurde von John Olsen abgelöst, der auch die Funktion als Oppositionsführer übernahm. Am 13. Januar 1983 wurde ihm der Höflichkeitstitel The Honourable verliehen.
Nach seinem Ausscheiden aus der Legislativversammlung war Tonkin zwischen 1985 und 1986 zunächst Vorsitzender der State-Opera-of-South-Australia-Gesellschaft. 1986 löste er Sir Robin Vandervelt aus Südafrika als Generalsekretär der Parlamentarischen Vereinigung des Commonwealth of Nations CPA (Commonwealth Parliamentary Association) mit Sitz in London ab und bekleidete dieses Amt bis 1992, woraufhin der ehemalige Sprecher des Abgeordnetenhauses von Nova Scotia Arthur Donahoe dieses übernahm. Für seine Verdienste in der Legislativversammlung Südaustraliens und der Parlamentarischen Vereinigung des Commonwealth wurde er im Zuge des Australia Day am 26. Januar 1993 zum Officer des Order of Australia (AO) ernannt. Zuletzt war zwischen 1994 und 1996 Vorsitzender der South Australian Film Corporation (SAFC), der staatlichen Filmgesellschaft dieses Bundesstaates. Er war seit 1954 mit Prudence Anne Juttner verheiratet.

## Hintergrundliteratur
- Parliament of South Australia: Statistical Record of the Legislature 1836–2007 (Memento vom 11. März 2019 im Internet Archive)
- Robert Martin: Responsible Government in South Australia, Band 2, Wakefield Press, 2009, ISBN 978-1-8625-4-8442, S. 83 f. (Onlineversion (Auszug))